# Шейбан (Хузестан)
Шейба́н (перс. شيبان‎) — город на юго-западе Ирана, в провинции Хузестан. Входит в состав шахрестана Ахваз. 
На 2006 год население составляло 23 211 человек.

## География
Город находится в центральной части Хузестанской равнины, на высоте 26 метров над уровнем моря.
Шейбан расположен на расстоянии нескольких километров к северо-востоку  от Ахваза, административного центра провинции и является крупнейшим его пригородом. Расстояние до Тегерана, столицы страны, составляет приблизительно 520 километров по направлению на северо-восток.